# Asparagus albus
Măng tây trắng (danh pháp hai phần: Asparagus albus) hay esparreguera de gat (tiếng Catalynya) là một loài thực vật có hoa trong họ Măng tây (Asparagaceae). Loài này được Carl Linnaeus mô tả khoa học đầu tiên năm 1753. Đây là một loài thực vật bản địa vùng tây và trung Địa Trung Hải, được tìm thấy ở các khu sinh học cây bụi maquis và ở những địa điểm bỏ hoang.

## Hình ảnh

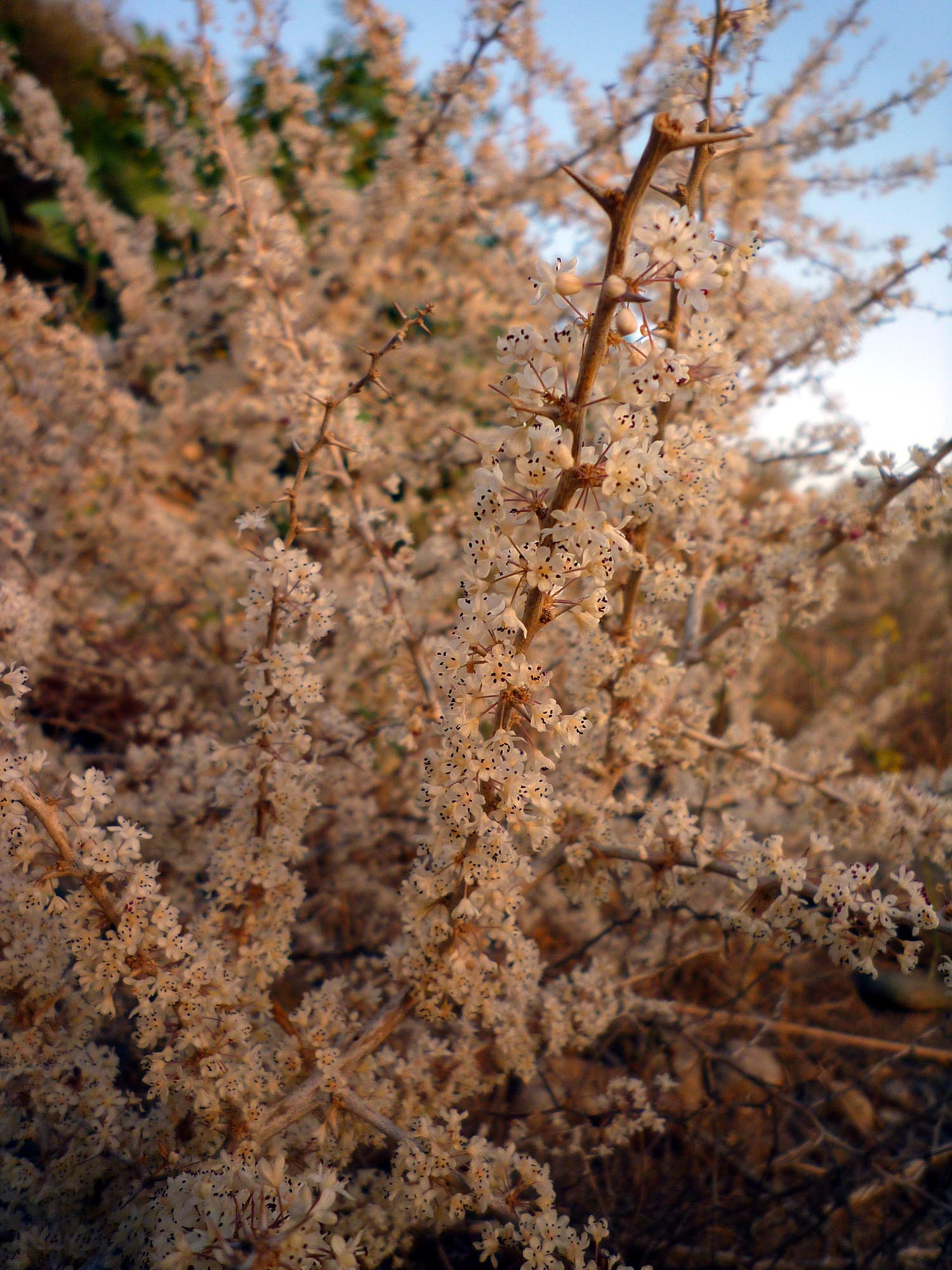
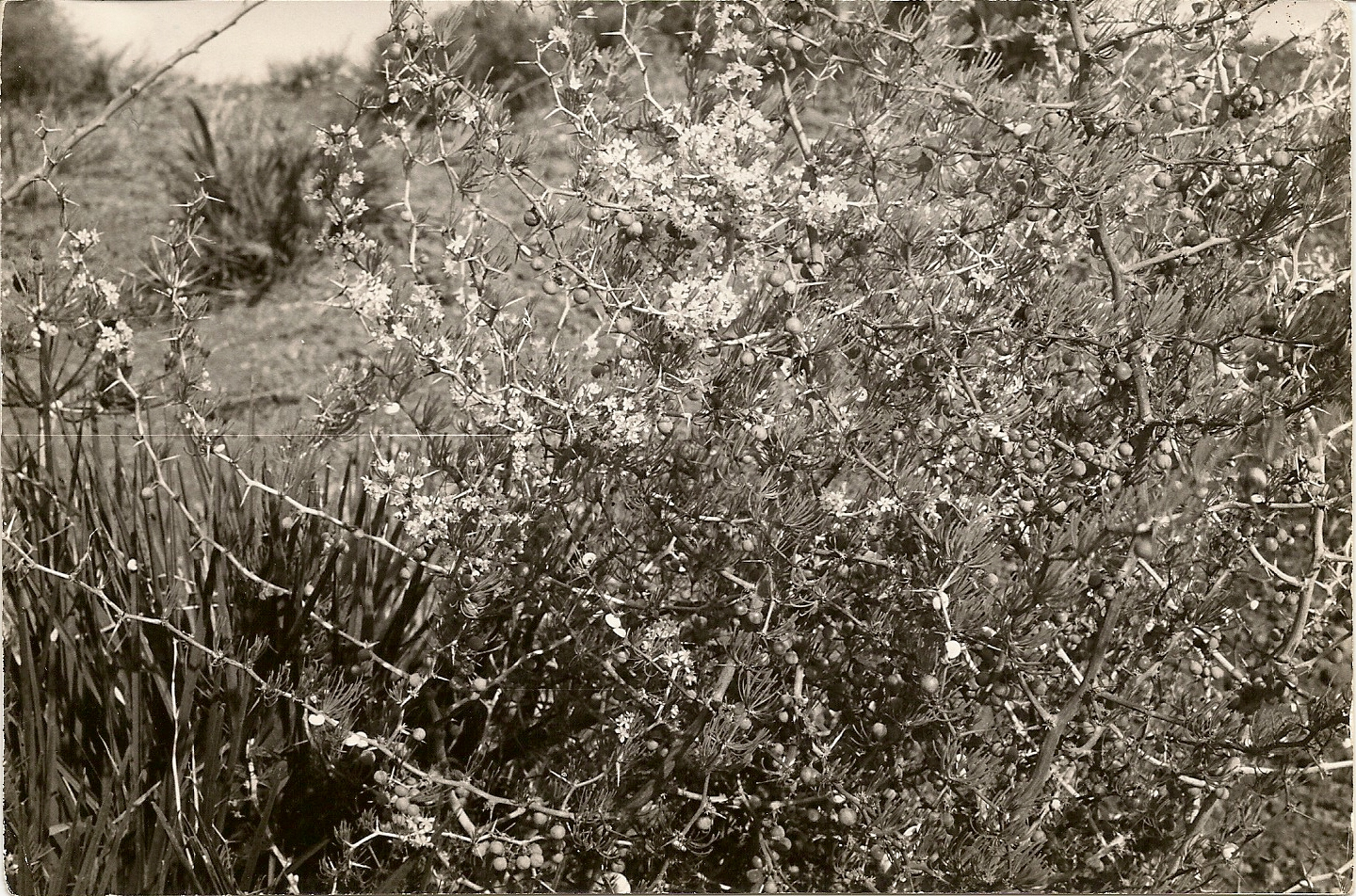
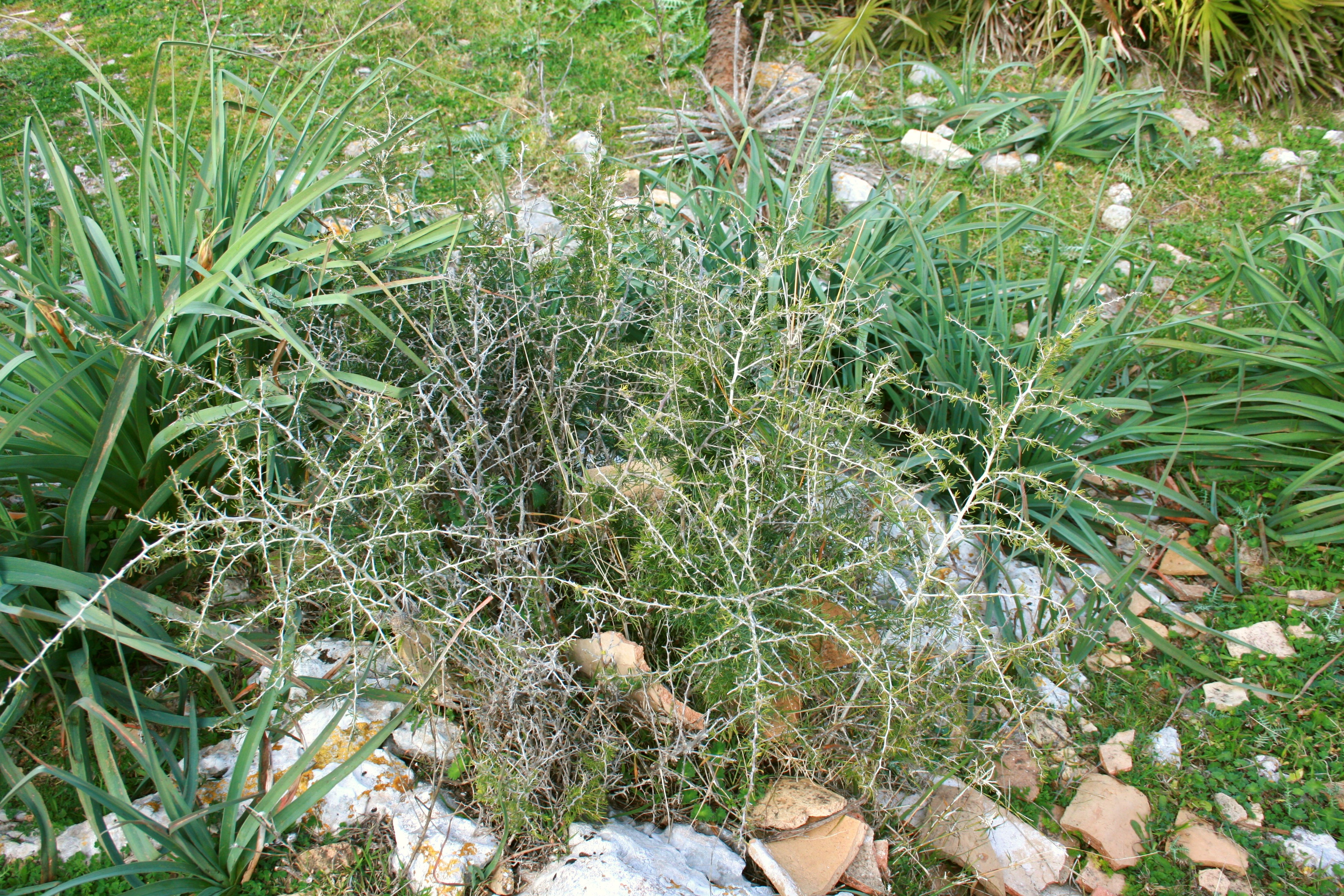
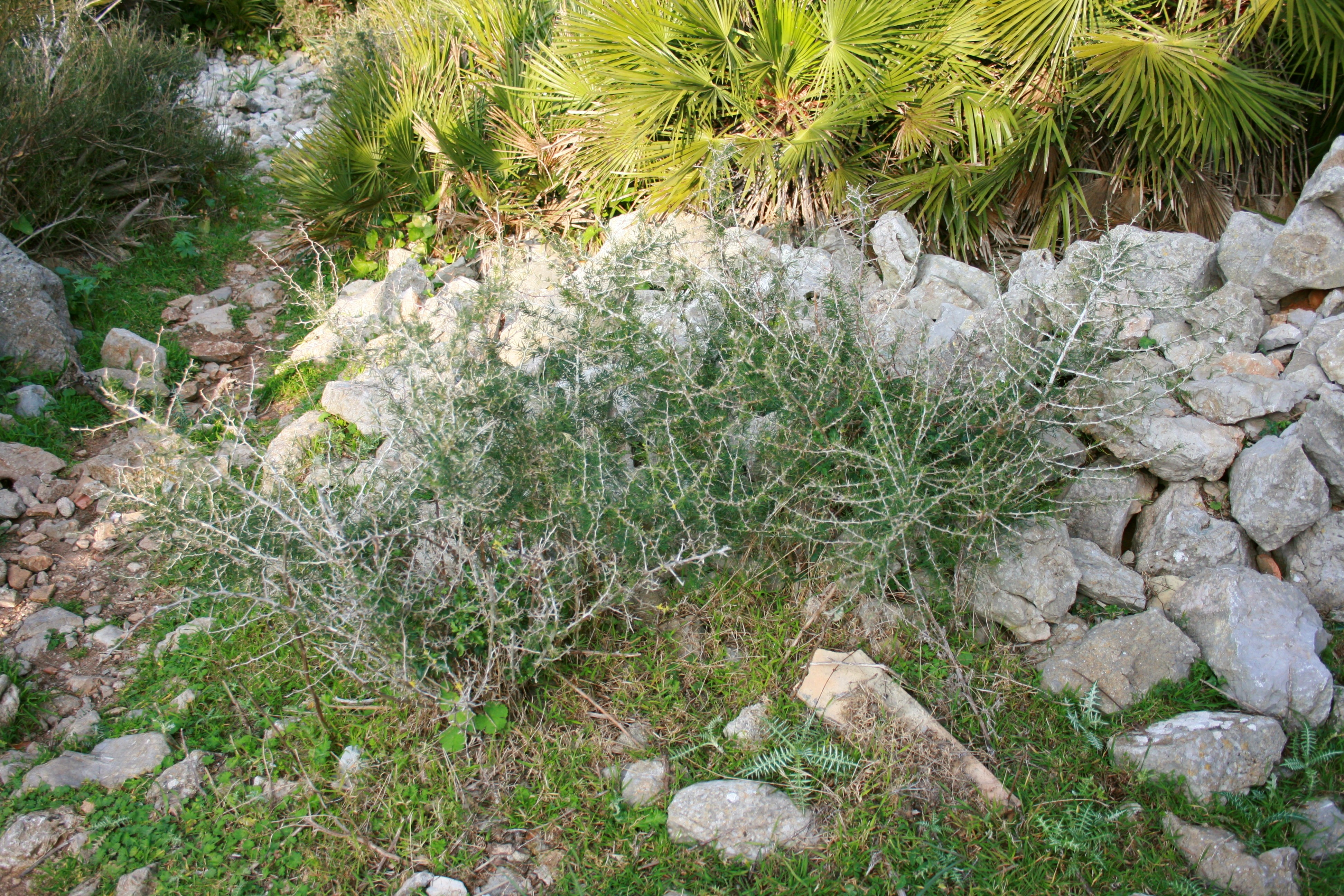